# Bushy’s Gibraltar Barbary Beer
Bushy’s Gibraltar Barbary Beer – piwo filtrowane typu brown ale warzone na Wyspie Man w browarze Bushy’s znajdującym się w mieście Douglas. Nazwę trunku można przetłumaczyć jako Berberyjskie Piwo Gibraltaru. Napój zawiera 4,4% alkoholu oraz około 132kcal wartości energetycznej, sprzedawany jest w butelkach 0,5l.
Na pomysł produkcji tego piwa wpadł właściciel browaru Bushy’s, Martin Brunnschweiler, gdy spędzał wakacje na Gibraltarze. Zauważył, iż na terytorium nie można zakupić żadnego piwa regionalnego. Po przebadaniu lokalnego rynku pod względem zainteresowania takowym trunkiem, zdecydował się na produkcję oraz wysyłkę na rynek gibraltarski. Wraz z Gibraltar Barbary Beer, na eksport trafiło również piwo Premium Manx TT, napoje te odniosły spory sukces i cieszą się wysoką sprzedażą nawet poza sezonem.